# Elvis: As Recorded at Madison Square Garden

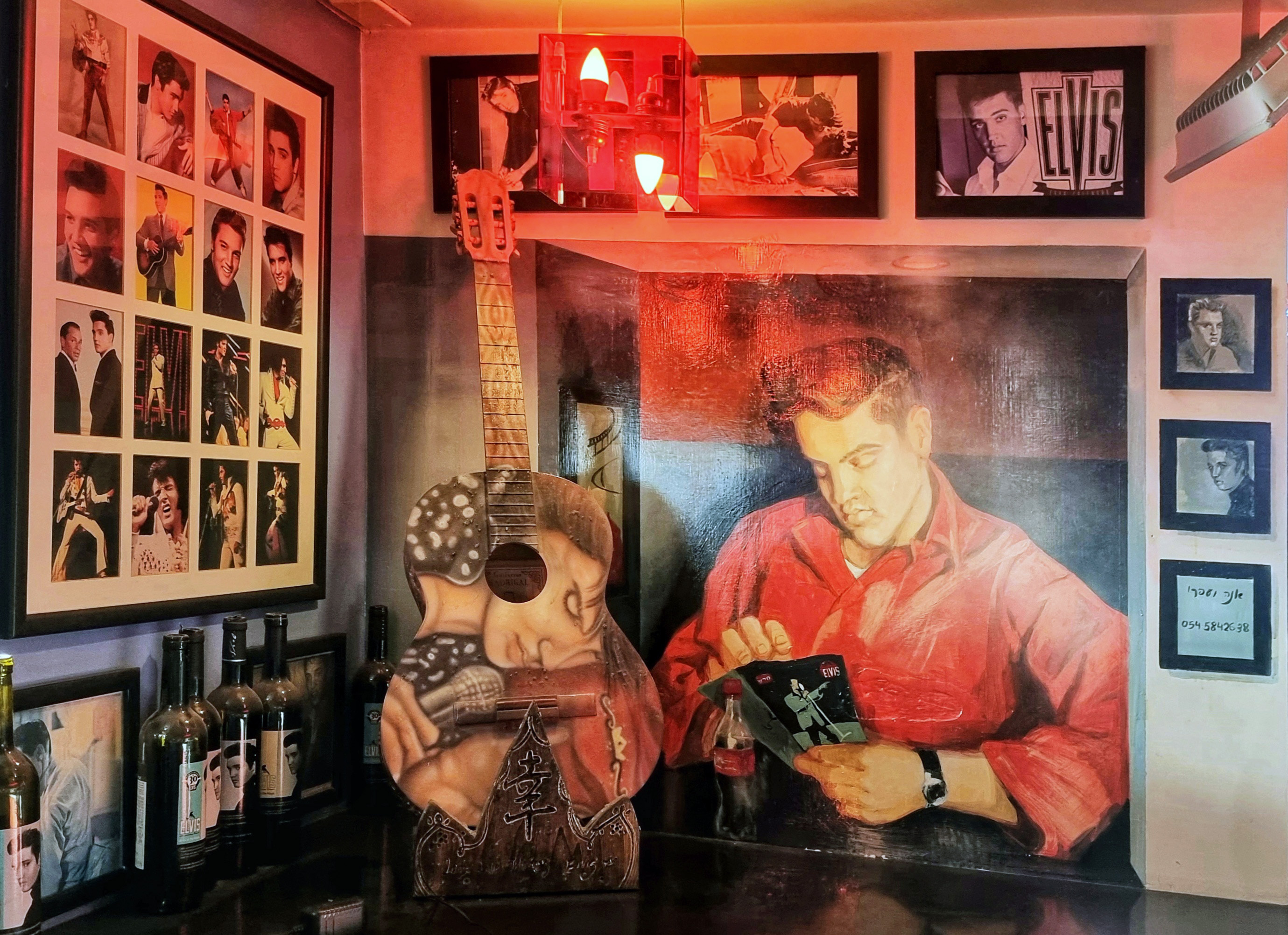
Elvis: As Recorded at Madison Square Garden

Elvis: As Recorded at Madison Square Garden est un album d'Elvis Presley sorti en 1972.

## Titres
1. See See Rider
2. I Got A Woman
3. Love Me
4. Trying To Get To You
5. Medley
6. Why Me Lord
7. How Great Thou Art
8. Medley
9. Help Me
10. An American Trilogy
11. Let Me Be There
12. My Baby Left Me
13. Lawdy, Miss Clawdy
14. Can't Help Falling In Love
15. Closing - Vamp

## Édition CD de 1996
- La réédition en CD de 1996, propose un récital de 22 titres.

| 1.  | Ainsi parlait Zarathoustra (introduction musicale sur le thème 2001, l'Odyssée de l'espace) |  |  | 1:03 |
| 2.  | That's All Right                                                                            |  |  | 2:14 |
| 3.  | Proud Mary                                                                                  |  |  | 2:47 |
| 4.  | Never Been To Spain                                                                         |  |  | 3:28 |
| 5.  | You Don't Have To Say You Love Me                                                           |  |  | 2:03 |
| 6.  | You've Lost That Lovin' Feelin'                                                             |  |  | 4:11 |
| 7.  | Polk Salad Annie                                                                            |  |  | 2:59 |
| 8.  | Love Me                                                                                     |  |  | 1:40 |
| 9.  | I'm All Shook Up                                                                            |  |  | 0:58 |
| 10. | Heartbreak Hotel                                                                            |  |  | 1:46 |
| 11. | Medley : (Let Me Be Your) Teddy Bear - Don't Be Cruel                                       |  |  | 1:51 |
| 12. | Love Me Tender                                                                              |  |  | 1:40 |
| 13. | The Impossible Dream                                                                        |  |  | 2:36 |
| 14. | Introductions By Elvis (présentation des musiciens)                                         |  |  | 1:35 |
| 15. | Hound Dog                                                                                   |  |  | 1:50 |
| 16. | Suspicious Minds                                                                            |  |  | 4:22 |
| 17. | For The Good Times                                                                          |  |  | 3:10 |
| 18. | American Trilogy                                                                            |  |  | 4:33 |
| 19. | Funny How Time Slips Away                                                                   |  |  | 2:42 |
| 20. | I Can't Stop Loving You                                                                     |  |  | 2:43 |
| 21. | Can't Help Falling In Love                                                                  |  |  | 1:41 |
| 22. | End Theme                                                                                   |  |  | 0:55 |

## Musiciens
Guitares : James Burton - John Wilkinson
 Guitare et Vocal : Charlie Hodge
 Basse : Jerry Scheff
 Drums : Ronnie Tutt
 Piano : Glen Hardin
 Vocals : J.D. Summer & The Stamps - The Sweet Inspirations - Kathy Westmoreland
 Direction d'orchestre : Joe Guercio